# Mistrzostwa Świata w Saneczkarstwie 1997
Mistrzostwa Świata w Saneczkarstwie 1997 – 30. edycja mistrzostw świata w saneczkarstwie, rozegrana w 1997 roku w austriackim Innsbrucku. W tym mieście mistrzostwa odbyły się już trzeci raz (wcześniej w 1977 i 1987). Rozegrane zostały cztery konkurencje: jedynki kobiet, jedynki mężczyzn, dwójki mężczyzn oraz zawody drużynowe. W tabeli medalowej najlepsze były Niemcy.

## Wyniki

### Jedynki kobiet
| Medal  | Zawodniczka     | Państwo | Czas | Strata |
| ------ | --------------- | ------- | ---- | ------ |
| złoto  | Susi Erdmann    | Niemcy  |      |        |
| srebro | Jana Bode       | Niemcy  |      |        |
| brąz   | Angelika Neuner | Austria |      |        |

### Jedynki mężczyzn
| Medal  | Zawodnik           | Państwo | Czas | Strata |
| ------ | ------------------ | ------- | ---- | ------ |
| złoto  | Georg Hackl        | Niemcy  |      |        |
| srebro | Markus Prock       | Austria |      |        |
| brąz   | Gerhard Gleirscher | Austria |      |        |

### Dwójki mężczyzn
| Medal  | Zawodnicy                     | Państwo | Czas | Strata |
| ------ | ----------------------------- | ------- | ---- | ------ |
| złoto  | Tobias Schiegl/Markus Schiegl | Austria |      |        |
| srebro | Stefan Krauße/Jan Behrendt    | Niemcy  |      |        |
| brąz   | Steffen Skel/Steffen Wöller   | Niemcy  |      |        |

### Drużynowe
| Medal  | Zawodnicy | Państwo | Czas | Strata |
| ------ | --- | ------- | ---- | ------ |
| złoto  | Markus Prock/Gerhard Gleirscher/Andrea Tagwerker/Angelika Neuner/Tobias Schiegl/Markus Schiegl                 | Austria |      |        |
| srebro | Georg Hackl/Jens Müller/Silke Kraushaar/Sylke Otto/Stefan Krauße/Jan Behrendt                                  | Niemcy  |      |        |
| brąz   | Wilfried Huber/Armin Zöggeler/Natalie Obkircher/Gerda Weissensteiner/Gerhard Plankensteiner/Oswald Haselrieder | Włochy  |      |        |

## Klasyfikacja medalowa
| Miejsce | Państwo | złoto | srebro | brąz | Razem |
| ------- | ------- | ----- | ------ | ---- | ----- |
| 1.      | Niemcy  | 2     | 3      | 1    | 6     |
| 2.      | Austria | 2     | 1      | 2    | 5     |
| 3.      | Włochy  | 0     | 0      | 1    | 1     |